# 퍼머링크
퍼머링크(permalink)는 인터넷에서 특정 페이지에 영구적으로 할당된 URL 주소를 뜻한다. 이 주소는 한 번 정해지면 영원하다는 의미에서, 영구적인(permanent) 주소라는 뜻의 permanent link를 줄여 만든 말이다. 영구 링크라는 번역이 원의에 가깝지만(사용례: ), 한국에서는 고유 링크나 고유 주소라는 명칭이 광범위하게 퍼져 있다.
퍼머링크를 사용하는 대표적인 사례는 블로그에서 볼 수 있다. 시간이 지남에 따라 새로운 내용이 추가되면서 블로그의 글은 위치가 쉽게 변하므로, 각각의 글에 영원히 고정된 주소를 제공하는 것이다.

## 같이 보기
- 죽은 링크
- 디지털 객체 식별자